# Quatrième district congressionnel d'Arizona
Le 4e district congressionnel de l'Arizona est un district du Congrès des États-Unis situé dans l'État américain de l'Arizona. Il est entièrement situé dans le comté de Maricopa.
Il est actuellement représenté par le Démocrate Greg Stanton.

## Histoire
L'Arizona a obtenu pour la première fois un 4e district après le recensement de 1970. Elle couvrait toute la partie nord-est de l'État, du nord de Phoenix jusqu'à la frontière du Nouveau-Mexique. Toutefois, la grande majorité des voix étaient exprimées dans le nord de Phoenix, qui était fortement Républicain.
Avec la croissance spectaculaire de la vallée au cours des deux décennies suivantes, la circonscription a été rendue beaucoup plus compacte lors du recensement de 1990, perdant tout son territoire en dehors de la région de Phoenix. Comme son prédécesseur, la circonscription était fidèlement Républicaine.
Après le recensement de 2000, l'ancien 4e district est devenue essentiellement le 3e district. Un nouveau 4e district a été créée dans les parties fortement latinisées du centre de Phoenix. Cette circonscription était la seule circonscription Démocrate sûre de la région de Phoenix et est restée aux mains des Démocrates pendant toute son existence dans cette configuration.
Après le recensement de 2010, cette circonscription est devenue essentiellement le 7e district, tandis qu'un nouveau 4e district a été créée dans la partie ouest et nord-ouest de l'État, essentiellement rurale. Alors que l'ancienne 4e district était facilement la plus Démocrate de l'Arizona, le nouveau 4e est de loin la plus républicaine de l'Arizona et l'une des plus républicaines de l'Ouest. Dans toutes les élections présidentielles disputées depuis la création de l'actuel 4e district, elle a donné au candidat Républicain à la présidence sa plus grande marge dans l'État.
À partir du redécoupage du recensement de 2020, ce district est devenu essentiellement le 9e district, tandis que le 4e district a été reconfiguré pour couvrir la majeure partie de l'ancien 9e district. Il était limité au Comté de Maricopa et couvrait la majeure partie de Tempe et des parties de Phoenix, Mesa et Chandler. En raison de ses parts dans Tempe et Phoenix, il était légèrement Démocrate.

## Géographie
| #  | Comté    | Siège   | Population |
| -- | -------- | ------- | ---------- |
| 13 | Maricopa | Phoenix | 4 585 871  |

### Villes de 10 000 personnes ou plus
- Phoenix - 1 624 569
- Mesa - 509 475
- Chandler - 275 987
- Scottsdale - 241 361
- Tempe - 180 587

## Historique des votes
| Année | Poste     | Résultats          |
| ----- | --------- | ------------------ |
| 2000  | Président | Gore 63 % – 35 %   |
| 2004  | Président | Kerry 62 % – 38 %  |
| 2008  | Président | Obama 66 % – 33 %  |
| 2012  | Président | Romney 67 % – 31 % |
| 2016  | Président | Trump 68 % – 28 %  |
| 2020  | Président | Trump 68 % – 31 %  |

## Liste des Représentants du district
L'Arizona a commencé à envoyer un quatrième Représentant à la Chambre après le recensement de 1970.
| Membre                    | Parti       | Années                          | Congrès            | Histoire électorale | Zone géographique, |
| ------------------------- | ----------- | ------------------------------- | ------------------ | --- | --- |
| John Bertrand Conlan (en) | Républicain | 3 janvier 1973 - 3 janvier 1977 | 93e - 94e          | Élu en 1972. Réélu en 1974. Retrait pour se présenter comme Sénateur des États-Unis.                                                             | 1973–1983 Est de l'Arizona, incluant des parties de l'Aire métropolitaine de Phoenix, et les Comtés d'Apache, Gila, Graham, Greenlee, Navajo, Maricopa (en partie) et Pinal (en partie) |
| Eldon Rudd                | Républicain | 3 janvier 1977 - 3 janvier 1987 | 95e - 99e          | Élu en 1976. Réélu en 1978. Réélu en 1980. Réélu en 1982. Réélu en 1984. Retrait.                                                                | 1973–1983 Est de l'Arizona, incluant des parties de l'Aire métropolitaine de Phoenix, et les Comtés d'Apache, Gila, Graham, Greenlee, Navajo, Maricopa (en partie) et Pinal (en partie) |
| Eldon Rudd                | Républicain | 3 janvier 1977 - 3 janvier 1987 | 95e - 99e          | Élu en 1976. Réélu en 1978. Réélu en 1980. Réélu en 1982. Réélu en 1984. Retrait.                                                                | 1983–1993 Est de l'Arizona, incluant des parties de l'Aire métropolitaine de Phoenix, et les Comtés d'Apache, Navajo, Gila (en partie), Graham (en partie), et Maricopa (en partie)     |
| Jon Kyl                   | Républicain | 3 janvier 1987 - 3 janvier 1995 | 100e - 103e        | Élu en 1986. Réélu en 1988. Réélu en 1990. Réélu en 1992. Retrait pour se présenter comme Sénateur des États-Unis.                               | |
| Jon Kyl                   | Républicain | 3 janvier 1987 - 3 janvier 1995 | 100e - 103e        | Élu en 1986. Réélu en 1988. Réélu en 1990. Réélu en 1992. Retrait pour se présenter comme Sénateur des États-Unis.                               | 1993–2003 Comté de Maricopa (en partie/parties de l'Aire métropolitaine de Phoenix) |
| John Shadegg              | Républicain | 3 janvier 1995 - 3 janvier 2003 | 104e - 107e        | Élu en 1994. Réélu en 1996. Réélu en 1998. Réélu en 2000. Redécoupage vers le 3e district.                                                       | |
| Ed Pastor                 | Démocrate   | 3 janvier 2003 - 3 janvier 2013 | 108-112108e - 112e | Redécoupage depuis le 2e district. Réélu en 2002. Réélu en 2004. Réélu en 2006. Réélu en 2008. Réélu en 2010. Redécoupage vers le 7e district.   | 2003–2013 Comté de Maricopa (en partie/parties de l'Aire métropolitaine de Phoenix) |
| Paul Gosar                | Républicain | 3 janvier 2013 - 3 janvier 2023 | 113e - 117e        | Redécoupage depuis le 1er district et réélu en 2012. Réélu en 2014. Réélu en 2016. Réélu en 2018. Réélu en 2020. Redécoupage vers le 9e district | 2013–2023 Nord-ouest de l'Arizona, et les Comtés de Gila (en partie), La Paz, Maricopa (en partie), Mohave (en partie), Yavapai (en partie) et Yuma (en partie)                         |
| Greg Stanton              | Démocrate   | 3 janvier 2023 - en cours       | 118e - 119e        | Redécoupage depuis le 9e district et réélu en 2022. Réelu en 2024.                                                                               | 2023–en cours Comté de Maricopa |

## Résultats des récentes élections
Voici les résultats des dix précédents cycles électoraux dans le district.

### 2004
| Élection de 2004 du 4e district congressionnel d'Arizona | Élection de 2004 du 4e district congressionnel d'Arizona | Élection de 2004 du 4e district congressionnel d'Arizona | Élection de 2004 du 4e district congressionnel d'Arizona | Élection de 2004 du 4e district congressionnel d'Arizona |
| -------------------------------------------------------- | -------------------------------------------------------- | -------------------------------------------------------- | -------------------------------------------------------- | -------------------------------------------------------- |
| Parti                                                    | Parti                                                    | Candidat                                                 | Votes                                                    | %                                                        |
|                                                          | Démocrate                                                | Ed Pastor (sortant)                                      | 77 150                                                   | 70,12%                                                   |
|                                                          | Républicain                                              | Don Karg                                                 | 28 238                                                   | 25,66%                                                   |
|                                                          | Libertarien                                              | Gary Fallon                                              | 4639                                                     | 4,22%                                                    |
| Majorité                                                 | Majorité                                                 | Majorité                                                 | 48 912                                                   | 44.46%                                                   |
| Total des votes                                          | Total des votes                                          | Total des votes                                          | 110 027                                                  | 100%                                                     |
|                                                          | Les Démocrates conservent                                |                                                          |                                                          |                                                          |

### 2006
| Élection de 2006 du 4e district congressionnel d'Arizona | Élection de 2006 du 4e district congressionnel d'Arizona | Élection de 2006 du 4e district congressionnel d'Arizona | Élection de 2006 du 4e district congressionnel d'Arizona | Élection de 2006 du 4e district congressionnel d'Arizona |
| -------------------------------------------------------- | -------------------------------------------------------- | -------------------------------------------------------- | -------------------------------------------------------- | -------------------------------------------------------- |
| Parti                                                    | Parti                                                    | Candidat                                                 | Votes                                                    | %                                                        |
|                                                          | Démocrate                                                | Ed Pastor (sortant)                                      | 56 464                                                   | 72,52%                                                   |
|                                                          | Républicain                                              | Don Karg                                                 | 18 627                                                   | 23,92%                                                   |
|                                                          | Libertarien                                              | Ronald Harders                                           | 2770                                                     | 3,56%                                                    |
| Majorité                                                 | Majorité                                                 | Majorité                                                 | 37 837                                                   | 48.60%                                                   |
| Total des votes                                          | Total des votes                                          | Total des votes                                          | 77 861                                                   | 100%                                                     |
|                                                          | Les Démocrates conservent                                |                                                          |                                                          |                                                          |

### 2008
| Élection de 2008 du 4e district congressionnel d'Arizona | Élection de 2008 du 4e district congressionnel d'Arizona | Élection de 2008 du 4e district congressionnel d'Arizona | Élection de 2008 du 4e district congressionnel d'Arizona | Élection de 2008 du 4e district congressionnel d'Arizona |
| -------------------------------------------------------- | -------------------------------------------------------- | -------------------------------------------------------- | -------------------------------------------------------- | -------------------------------------------------------- |
| Parti                                                    | Parti                                                    | Candidat                                                 | Votes                                                    | %                                                        |
|                                                          | Démocrate                                                | Ed Pastor (sortant)                                      | 89 721                                                   | 72,11%                                                   |
|                                                          | Républicain                                              | Don Karg                                                 | 26 435                                                   | 21,25%                                                   |
|                                                          | Vert                                                     | Rebecca DeWitt                                           | 4464                                                     | 3,59%                                                    |
|                                                          | Libertarien                                              | Joe Cobb                                                 | 3807                                                     | 3,06%                                                    |
| Majorité                                                 | Majorité                                                 | Majorité                                                 | 63 286                                                   | 50.86%                                                   |
| Total des votes                                          | Total des votes                                          | Total des votes                                          | 124 427                                                  | 100%                                                     |
|                                                          | Les Démocrates conservent                                |                                                          |                                                          |                                                          |

### 2010
| Élection de 2010 du 4e district congressionnel d'Arizona | Élection de 2010 du 4e district congressionnel d'Arizona | Élection de 2010 du 4e district congressionnel d'Arizona | Élection de 2010 du 4e district congressionnel d'Arizona | Élection de 2010 du 4e district congressionnel d'Arizona |
| -------------------------------------------------------- | -------------------------------------------------------- | -------------------------------------------------------- | -------------------------------------------------------- | -------------------------------------------------------- |
| Parti                                                    | Parti                                                    | Candidat                                                 | Votes                                                    | %                                                        |
|                                                          | Démocrate                                                | Ed Pastor (sortant)                                      | 61 524                                                   | 66,94%                                                   |
|                                                          | Républicain                                              | Janet Contreras                                          | 25 300                                                   | 27,53%                                                   |
|                                                          | Libertarien                                              | Joe Cobb                                                 | 2718                                                     | 2,96%                                                    |
|                                                          | Vert                                                     | Rebecca DeWitt                                           | 2365                                                     | 2,57%                                                    |
| Majorité                                                 | Majorité                                                 | Majorité                                                 | 36 224                                                   | 39,41%                                                   |
| Total des votes                                          | Total des votes                                          | Total des votes                                          | 91 907                                                   | 100%                                                     |
|                                                          | Les Démocrates conservent                                |                                                          |                                                          |                                                          |

### 2012
| Élection de 2012 du 4e district congressionnel d'Arizona | Élection de 2012 du 4e district congressionnel d'Arizona | Élection de 2012 du 4e district congressionnel d'Arizona | Élection de 2012 du 4e district congressionnel d'Arizona | Élection de 2012 du 4e district congressionnel d'Arizona |
| -------------------------------------------------------- | -------------------------------------------------------- | -------------------------------------------------------- | -------------------------------------------------------- | -------------------------------------------------------- |
| Parti                                                    | Parti                                                    | Candidat                                                 | Votes                                                    | %                                                        |
|                                                          | Républicain                                              | Paul Gosar                                               | 162 907                                                  | 66,83%                                                   |
|                                                          | Démocrate                                                | Johnnie Robinson                                         | 69 154                                                   | 28,37%                                                   |
|                                                          | Libertarien                                              | Joe Pamelia                                              | 9306                                                     | 3,82%                                                    |
|                                                          | Americans_Elect (en)                                     | Richard Grayson                                          | 2393                                                     | 0,98%                                                    |
| Majorité                                                 | Majorité                                                 | Majorité                                                 | 93 753                                                   | 38,46%                                                   |
| Total des votes                                          | Total des votes                                          | Total des votes                                          | 243 760                                                  | 100%                                                     |
|                                                          | Les Républicains prennent aux Démocrates                 |                                                          |                                                          |                                                          |

### 2014
| Élection de 2014 du 4e district congressionnel d'Arizona | Élection de 2014 du 4e district congressionnel d'Arizona | Élection de 2014 du 4e district congressionnel d'Arizona | Élection de 2014 du 4e district congressionnel d'Arizona | Élection de 2014 du 4e district congressionnel d'Arizona |
| -------------------------------------------------------- | -------------------------------------------------------- | -------------------------------------------------------- | -------------------------------------------------------- | -------------------------------------------------------- |
| Parti                                                    | Parti                                                    | Candidat                                                 | Votes                                                    | %                                                        |
|                                                          | Républicain                                              | Paul Gosar (sortant)                                     | 122 560                                                  | 70.0%                                                    |
|                                                          | Démocrate                                                | Mikel Weisser                                            | 45 179                                                   | 25,8%                                                    |
|                                                          | Libertarien                                              | Chris Rike                                               | 7440                                                     | 4,2%                                                     |
| Majorité                                                 | Majorité                                                 | Majorité                                                 | 77 381                                                   | 34,2%                                                    |
| Total des votes                                          | Total des votes                                          | Total des votes                                          | 175 179                                                  | 100%                                                     |
|                                                          | Les Républicains conservent                              |                                                          |                                                          |                                                          |

### 2016
| Élection de 2016 du 4e district congressionnel d'Arizona | Élection de 2016 du 4e district congressionnel d'Arizona | Élection de 2016 du 4e district congressionnel d'Arizona | Élection de 2016 du 4e district congressionnel d'Arizona | Élection de 2016 du 4e district congressionnel d'Arizona |
| -------------------------------------------------------- | -------------------------------------------------------- | -------------------------------------------------------- | -------------------------------------------------------- | -------------------------------------------------------- |
| Parti                                                    | Parti                                                    | Candidat                                                 | Votes                                                    | %                                                        |
|                                                          | Républicain                                              | Paul Gosar (sortant)                                     | 203 487                                                  | 71,5%                                                    |
|                                                          | Démocrate                                                | Mikel Weisser                                            | 81 296                                                   | 28,5%                                                    |
| Majorité                                                 | Majorité                                                 | Majorité                                                 | 122 191                                                  | 43%                                                      |
| Total des votes                                          | Total des votes                                          | Total des votes                                          | 284 783                                                  | 100%                                                     |
|                                                          | Les Républicains conservent                              |                                                          |                                                          |                                                          |

### 2018
| Élection de 2018 du 4e district congressionnel d'Arizona | Élection de 2018 du 4e district congressionnel d'Arizona | Élection de 2018 du 4e district congressionnel d'Arizona | Élection de 2018 du 4e district congressionnel d'Arizona | Élection de 2018 du 4e district congressionnel d'Arizona |
| -------------------------------------------------------- | -------------------------------------------------------- | -------------------------------------------------------- | -------------------------------------------------------- | -------------------------------------------------------- |
| Parti                                                    | Parti                                                    | Candidat                                                 | Votes                                                    | %                                                        |
|                                                          | Républicain                                              | Paul Gosar (sortant)                                     | 188 842                                                  | 68,1%                                                    |
|                                                          | Démocrate                                                | David Brill                                              | 84 521                                                   | 30,5%                                                    |
| Majorité                                                 | Majorité                                                 | Majorité                                                 | 104 321                                                  | 37,6%                                                    |
| Total des votes                                          | Total des votes                                          | Total des votes                                          | 277 035                                                  | 100%                                                     |
|                                                          | Les Républicains conservent                              |                                                          |                                                          |                                                          |

### 2020
| Élection de 2020 du 4e district congressionnel d'Arizona | Élection de 2020 du 4e district congressionnel d'Arizona | Élection de 2020 du 4e district congressionnel d'Arizona | Élection de 2020 du 4e district congressionnel d'Arizona | Élection de 2020 du 4e district congressionnel d'Arizona |
| -------------------------------------------------------- | -------------------------------------------------------- | -------------------------------------------------------- | -------------------------------------------------------- | -------------------------------------------------------- |
| Parti                                                    | Parti                                                    | Candidat                                                 | Votes                                                    | %                                                        |
|                                                          | Républicain                                              | Paul Gosar (sortant)                                     | 278 002                                                  | 69,7%                                                    |
|                                                          | Démocrate                                                | Delina DiSanto                                           | 120 484                                                  | 30,2%                                                    |
|                                                          | Write-in                                                 | Write-in                                                 | 137                                                      | 0,0%                                                     |
| Total des votes                                          | Total des votes                                          | Total des votes                                          | 398 623                                                  | 100%                                                     |
|                                                          | Les Républicains conservent                              |                                                          |                                                          |                                                          |

### 2022
| Primaire Démocrate de 2022 du 4e district congressionnel d'Arizona | Primaire Démocrate de 2022 du 4e district congressionnel d'Arizona | Primaire Démocrate de 2022 du 4e district congressionnel d'Arizona | Primaire Démocrate de 2022 du 4e district congressionnel d'Arizona | Primaire Démocrate de 2022 du 4e district congressionnel d'Arizona |
| ------------------------------------------------------------------ | ------------------------------------------------------------------ | ------------------------------------------------------------------ | ------------------------------------------------------------------ | ------------------------------------------------------------------ |
| Parti                                                              | Parti                                                              | Candidat                                                           | Votes                                                              | %                                                                  |
|                                                                    | Démocrate                                                          | Greg Stanton (sortant)                                             | 61 319                                                             | 100                                                                |

| Primaire Républicaine de 2022 du 4e district congressionnel d'Arizona | Primaire Républicaine de 2022 du 4e district congressionnel d'Arizona | Primaire Républicaine de 2022 du 4e district congressionnel d'Arizona | Primaire Républicaine de 2022 du 4e district congressionnel d'Arizona | Primaire Républicaine de 2022 du 4e district congressionnel d'Arizona |
| --------------------------------------------------------------------- | --------------------------------------------------------------------- | --------------------------------------------------------------------- | --------------------------------------------------------------------- | --------------------------------------------------------------------- |
| Parti                                                                 | Parti                                                                 | Candidat                                                              | Votes                                                                 | %                                                                     |
|                                                                       | Républicain                                                           | Kelly Cooper                                                          | 20 281                                                                | 28,4                                                                  |
|                                                                       | Républicain                                                           | Tanya Wheeless                                                        | 18 166                                                                | 25,4                                                                  |
|                                                                       | Républicain                                                           | Dave Giles                                                            | 13 348                                                                | 18,7                                                                  |
|                                                                       | Républicain                                                           | Rene Lopez                                                            | 10 149                                                                | 14,2                                                                  |
|                                                                       | Républicain                                                           | Jerone Davison                                                        | 9502                                                                  | 13,3                                                                  |

| Élection de 2022 du 4e district congressionnel d'Arizona | Élection de 2022 du 4e district congressionnel d'Arizona | Élection de 2022 du 4e district congressionnel d'Arizona | Élection de 2022 du 4e district congressionnel d'Arizona | Élection de 2022 du 4e district congressionnel d'Arizona |
| -------------------------------------------------------- | -------------------------------------------------------- | -------------------------------------------------------- | -------------------------------------------------------- | -------------------------------------------------------- |
| Parti                                                    | Parti                                                    | Candidat                                                 | Votes                                                    | %                                                        |
|                                                          | Démocrate                                                | Greg Stanton (sortant)                                   | 148 941                                                  | 56,1                                                     |
|                                                          | Républicain                                              | Kelly Cooper                                             | 116 521                                                  | 43,9                                                     |
|                                                          | Write-in                                                 | Stephan Jones                                            | 36                                                       | 0,0                                                      |
| Total des votes                                          | Total des votes                                          | Total des votes                                          | 265 498                                                  | 100%                                                     |
|                                                          | Les Démocrates conservent                                |                                                          |                                                          |                                                          |

### 2024
| Primaire Démocrate de 2024 du 4e district congressionnel d'Arizona | Primaire Démocrate de 2024 du 4e district congressionnel d'Arizona | Primaire Démocrate de 2024 du 4e district congressionnel d'Arizona | Primaire Démocrate de 2024 du 4e district congressionnel d'Arizona | Primaire Démocrate de 2024 du 4e district congressionnel d'Arizona |
| ------------------------------------------------------------------ | ------------------------------------------------------------------ | ------------------------------------------------------------------ | ------------------------------------------------------------------ | ------------------------------------------------------------------ |
| Parti                                                              | Parti                                                              | Candidat                                                           | Votes                                                              | %                                                                  |
|                                                                    | Démocrate                                                          | Greg Stanton (sortant)                                             | 49 178                                                             | 100                                                                |

| Primaire Républicaine de 2024 du 4e district congressionnel d'Arizona | Primaire Républicaine de 2024 du 4e district congressionnel d'Arizona | Primaire Républicaine de 2024 du 4e district congressionnel d'Arizona | Primaire Républicaine de 2024 du 4e district congressionnel d'Arizona | Primaire Républicaine de 2024 du 4e district congressionnel d'Arizona |
| --------------------------------------------------------------------- | --------------------------------------------------------------------- | --------------------------------------------------------------------- | --------------------------------------------------------------------- | --------------------------------------------------------------------- |
| Parti                                                                 | Parti                                                                 | Candidat                                                              | Votes                                                                 | %                                                                     |
|                                                                       | Républicain                                                           | Kelly Cooper                                                          | 18 902                                                                | 32,0                                                                  |
|                                                                       | Républicain                                                           | Zuhdi Jasser                                                          | 15 929                                                                | 27,0                                                                  |
|                                                                       | Républicain                                                           | Dave Giles                                                            | 13 575                                                                | 23,0                                                                  |
|                                                                       | Républicain                                                           | Jerone Davison                                                        | 10 664                                                                | 18,8                                                                  |

| Primaire du Parti Vert de 2024 du 4e district congressionnel d'Arizona | Primaire du Parti Vert de 2024 du 4e district congressionnel d'Arizona | Primaire du Parti Vert de 2024 du 4e district congressionnel d'Arizona | Primaire du Parti Vert de 2024 du 4e district congressionnel d'Arizona | Primaire du Parti Vert de 2024 du 4e district congressionnel d'Arizona |
| ---------------------------------------------------------------------- | ---------------------------------------------------------------------- | ---------------------------------------------------------------------- | ---------------------------------------------------------------------- | ---------------------------------------------------------------------- |
| Parti                                                                  | Parti                                                                  | Candidat                                                               | Votes                                                                  | %                                                                      |
|                                                                        | Vert                                                                   | Vincent Beck-Jones (write-in)                                          | 31                                                                     | 100                                                                    |

| Élection de 2024 du 4e district congressionnel d'Arizona | Élection de 2024 du 4e district congressionnel d'Arizona | Élection de 2024 du 4e district congressionnel d'Arizona | Élection de 2024 du 4e district congressionnel d'Arizona | Élection de 2024 du 4e district congressionnel d'Arizona |
| -------------------------------------------------------- | -------------------------------------------------------- | -------------------------------------------------------- | -------------------------------------------------------- | -------------------------------------------------------- |
| Parti                                                    | Parti                                                    | Candidat                                                 | Votes                                                    | %                                                        |
|                                                          | Démocrate                                                | Greg Stanton (sortant)                                   | 176 428                                                  | 52,7                                                     |
|                                                          | Républicain                                              | Kelly Cooper                                             | 152 052                                                  | 45,5                                                     |
|                                                          | Vert                                                     | Vincent Beck-Jones                                       | 6065                                                     | 1,8                                                      |
| Total des votes                                          | Total des votes                                          | Total des votes                                          | 334 545                                                  | 100 %                                                    |
|                                                          | Les Démocrates conservent                                |                                                          |                                                          |                                                          |